# جونغ مونغ جو
جونغ مونغ جو (ولد في 1337 ومات في 1392 - يعرف باسمه القلمي بون) هو وزير مدني خلال عهد سلالة غوريو الكورية.

## كتبه
- بونجب (포은집 / 圃隱集).
- بونسغو (포은시고 / 圃隱詩藁).

## قصيدته عند مقتله

### خطاب الملك تايجونغ
- 이런들 어떠하리 저런들 어떠하리 - 此亦何如彼亦何如 - 차역하여피역하여
- 만수산 드렁칡이 얽어진들 어떠하리 - 城隍堂後垣頹落亦何如 - 성황당후원퇴락역하여
- 우리도 이같이 얽어져 백년까지 누리리라 - 我輩若此爲不死亦何如 - 아배약차위불사역하여

- ماذا يهم إن كنت تسير في هذا الاتجاه أو ذاك؟
- ماذا يهم إن تشابكت الجذور على جبل مانسو؟
- لماذا لا نكون كالكروم ونتمتع لمئة عام؟[4]

### سجومن جونغ مونغ جو
- 이몸이 죽고 죽어 일백 번 고쳐 죽어 - 此身死了死了一百番更死了 - 차신사료사료일백번갱사료
- 백골이 진토되어 넋이라도 있고 없고 - 白骨爲塵土魂魄有無也 - 백골위진토혼백유무야
- 임 향한 일편 단심이야 가실 줄이 있으랴 - 鄕主一片丹心寧有改理歟 - 향주일편단심유개리여

- مع أنني أموت وأموت، مع أنني أموت مئة مرة
- مع أن عظامي أصبحت كالرميم، وحتى لو لم تعد روحي موجودة
- ما الذي يغير عقول المخلصين المتحجرة والمضيئة تجاه سيدها؟[5]